# Englands herrlandslag i rugby union
Englands herrlandslag i rugby union representerar England i rugby union på herrsidan. Laget har varit med i alla sju världsmästerskap som har spelats hittills, och blev världsmästare 2003.
Laget spelade sin första match den 27 mars 1871 i Edinburgh, och förlorade med 0-1 mot Skottland. Efter att australiske coachen Eddie Jones tog över 2016 vann man 18 raka testmatcher och kvitterade därmed Nya Zeelands rekord för mest matcher vunna i rad. Man blev stoppade från nytt världsrekord (19:e segern) av Irland i Six Nations 2017 i Dublin där man fick se sig besegrade. Detta till trots så vann England turneringen för andra året i rad då man komfortabelt lyckats säkra titeln mot Skottland i matchen innan. Efter detta stod laget på en andra plats på världsrankingen. 

### Fotnoter
1. ↑  ”Rugby International”. http://www.rugbyinternational.net/countries/england1871-1945.htm. Läst 26 augusti 2011.